# Yggdrasil

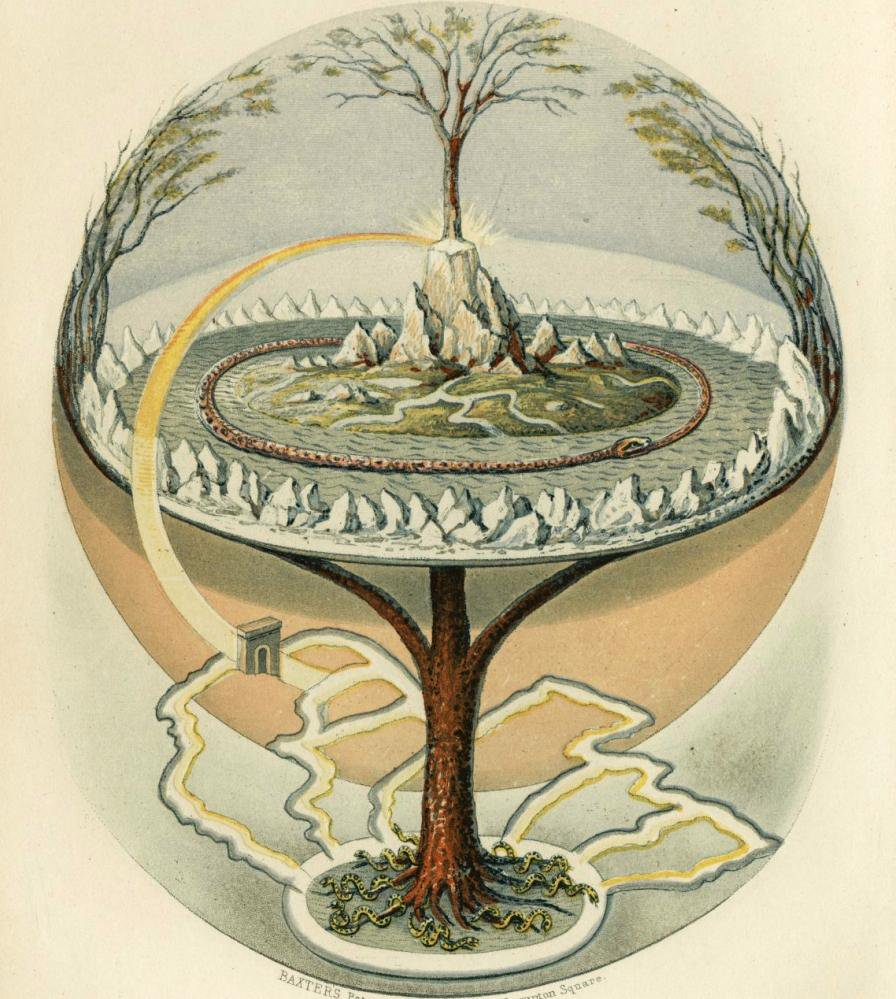
Această ilustrație din secolul al XIX-lea arată o încercare de a vizualiza lumea descrisă în Edda

În mitologia nordică, Yggdrasil (din nordica veche: Yggdrasill, pronounțat în nordica veche [ˈyɡːˌdrasilː]) este arborele gigantic al lumii, care face conexiunea între cele 9 lumi. Pe crengile acestui copac se află Asgard, Vanaheim și Alfheim. Trunchiul arborelui este axa lumii care străpunge centrul lumii oamenilor, Midgard, lume în jurul căreia se află Jotunheim și sub care se află Nidavellir (Svartalfheim), lumea piticilor. Cele trei rădăcini străbat fiecare câte un tărâm: Helheim, Muspelheim și Niflheim.

## Etimologie și nume alternative
Etimologia acceptată de cei mai mulți savanți este cea conform căreia cuvântul "Yggdrasil" provine din unirea cuvintelor "Ygg"("strașnic") și "drasil"("armăsar"). "Yggr" este uneori un epitet acordat zeului Odin, ceea ce ar însemna că echivalentul cuvântului "Yggdrasil" este "Armăsarul lui Odin". Această traducere ar face referire la cele nouă nopți în care se zice că Odin a stat atârnat de crengile copacului pentru a cunoaște runele și pentru a avea inteligență supremă. Spânzurătoarea este uneori descrisă în vechile scrieri nordice sub numele "armăsarul spânzuratului". 
În Fjolsvinnsmal, un poem din Edda, Arborele Lumii este numit "Mimameid" (adică în limba nordică: "Copacul lui Mimir"). Foarte probabil este ca Yggdrasil să fie identic cu Lerad, un copac ale cărui frunze și rămurele cad pe acoperișurile palatului Valhalla. Capra Heidrun și cerbul Eikthyrni, care se află pe acoperiș, se hrănesc cu frunzele arborelui Lerad.

## Yggdrasil înEdda
În Edda, trei rădăcini susțin trunchiul, una trecând prin Asgard, una prin Helheim și una prin Jotunheim. Dedesubtul rădăcinii Asgard-ului se află Fântâna lui Urd, iar acolo sălășluiesc cele trei norne, asupra cărora nici măcar zeii nu au nici o putere și care în fiecare zi udă copacul cu apa din fântână. Astfel, ramurile arborelui rămân verzi. Sub rădăcina ce terce prin Jotunheim se află fântâna lui Mimir, iar sub rădăcina Helheim-ului se află fântâna "Hvergelmir".
În vârful copacului se afla un cocoș gigantic sau după majoritatea legendelor, un vultur numit Vidofnir, deasupra căruia zbura uliul Vedrfolnir. Rădăcinile din Niflheim erau roase de dragonul Nidhogg. Veverița Ratatosk aleargă permanent  în susul și  josul arborelui, de la Nidhogg la vultur, răspândind intrigi între ei. De asemenea sunt patru cerbi care se hrănesc cu scoarța arborelui și care trăiesc pe crengile acestuia. Ei se numesc Duneyrr, Durathror, Dvalin, și Dainn .

## Ideea de sacrificiu în legenda arborelui Yggdrasil
Într-un pasaj din poemul Hávamál, Odin povestește cum a dobândit runele, simboluri ale înțelepciunii și ale puterii magice. El s-a spânzurat timp de nouă nopți în arborele Yggdrasil, "rănit cu lancea și sarificat lui Odin, eu însumi sacrificat mie însumi, fără să mănânc și fără să beau, iată că runele la chemarea mea se revelară". El dobândește astfel știința ocultă și darul poeziei. Este vorba aici de un rit de inițiere de structură parașamanică. Rănindu-se pe sine, nebând și nemâncând, zeul suferă moartea rituală și dobândește înțelepciunea secretă. În mitologia nordică victimele sacrificate lui Odin erau spânzurate în acesti arbori.

## Ragnarok
Yggdrasil este de asemenea foarte important în mitul escatologic al Ragnarok-ului. Singurii oameni care vor supraviețui acestui dezastru, Lif și Lifthrasir, se vor adăposti între crengile gigantului arbore, unde se vor hrăni cu rouă:
"Înfiorătorul foc nu îi va pârjoli; nici măcar nu îi va atinge, iar mâncarea lor va fi roua dimineții. Printre crengi, ei vor vedea un nou soare arzând deoarece lumea se sfârșește și renaște."